# Acanthaclisis pallida
Acanthaclisis pallida is een insect uit de familie van de mierenleeuwen (Myrmeleontidae), die tot de orde netvleugeligen (Neuroptera) behoort. 
Acanthaclisis pallida is voor het eerst wetenschappelijk beschreven door McLachlan in 1887.